# Lichtenhagen

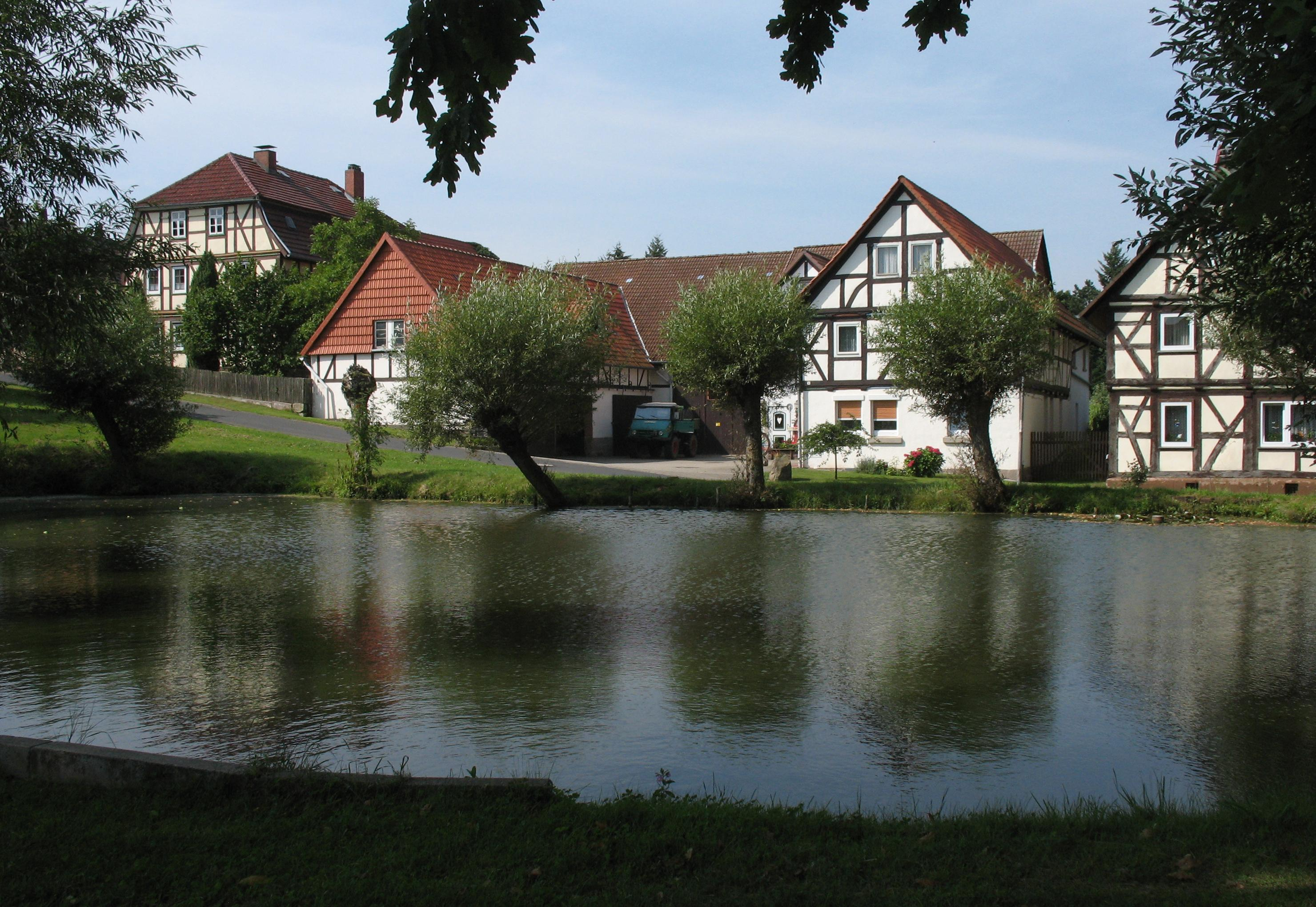
Lichtenhagen

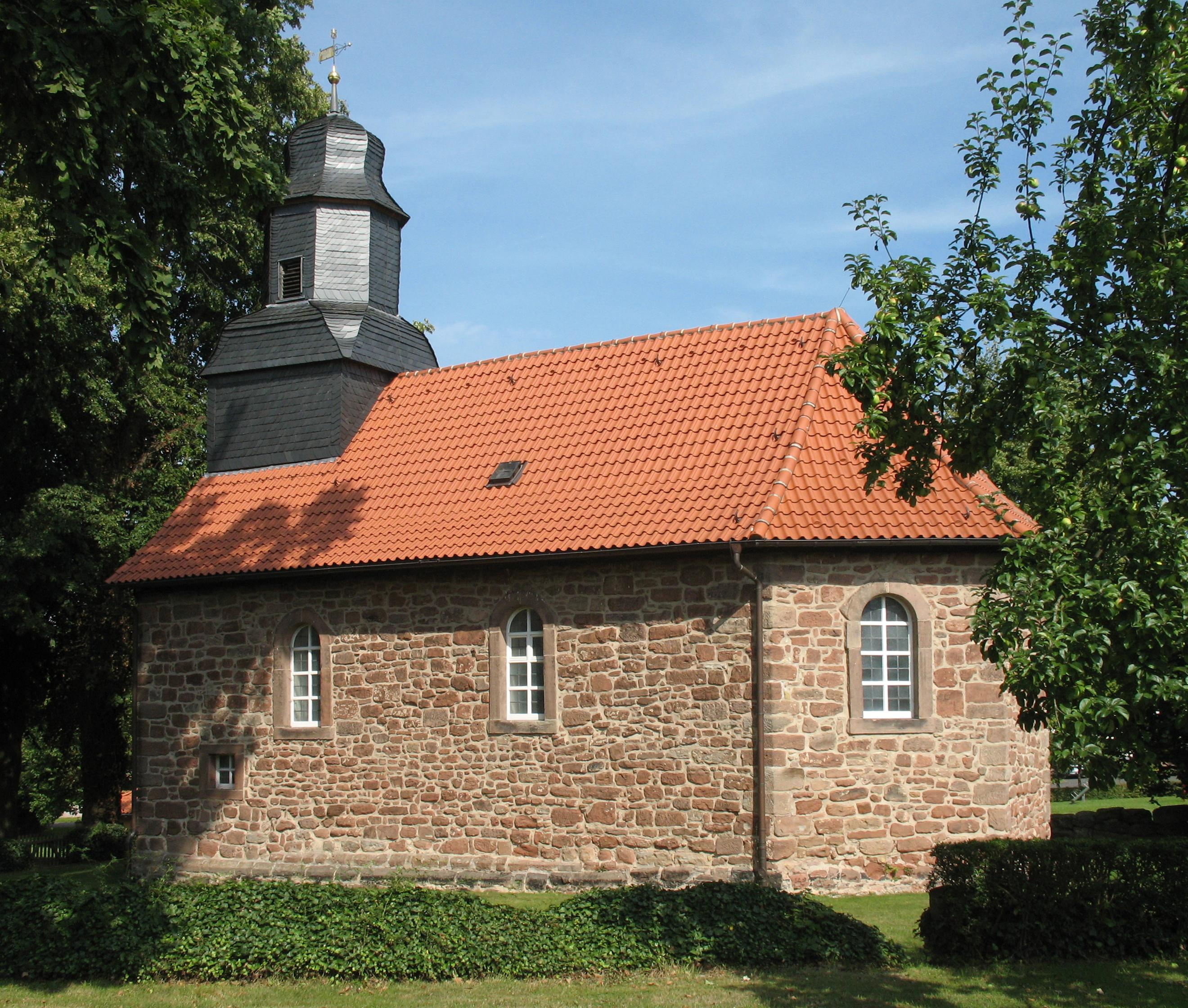
Kerk

Lichtenhagen is een dorp in de gemeente Friedland in het Landkreis Göttingen in Nedersaksen in Duitsland. Lichtenhagen ligt aan de Uerdinger Linie, in het traditionele gebied van de Nederduitse dialect Oostfaals. Lichtenhagen ligt tussen Bremke en Reiffenhausen. Ongeveer 154 mensen wonen in Lichtenhagen. De oppervlakte is 2,04 km². Er is een kerk in Lichtenhagen.